# يان هويكسترا
يان هويكسترا (بالهولندية: Jan Hoekstra)‏ هو لاعب كرة قدم هولندي، ولد في 4 أغسطس 1998 في Eexterveen ‏ في هولندا.